# 玻尔兹曼方程
本条目中，向量與标量分別用粗體與斜體顯示。例如，位置向量通常用 {\displaystyle \mathbf {r} \,\!} 表示；而其大小則用 {\displaystyle r\,\!} 來表示。

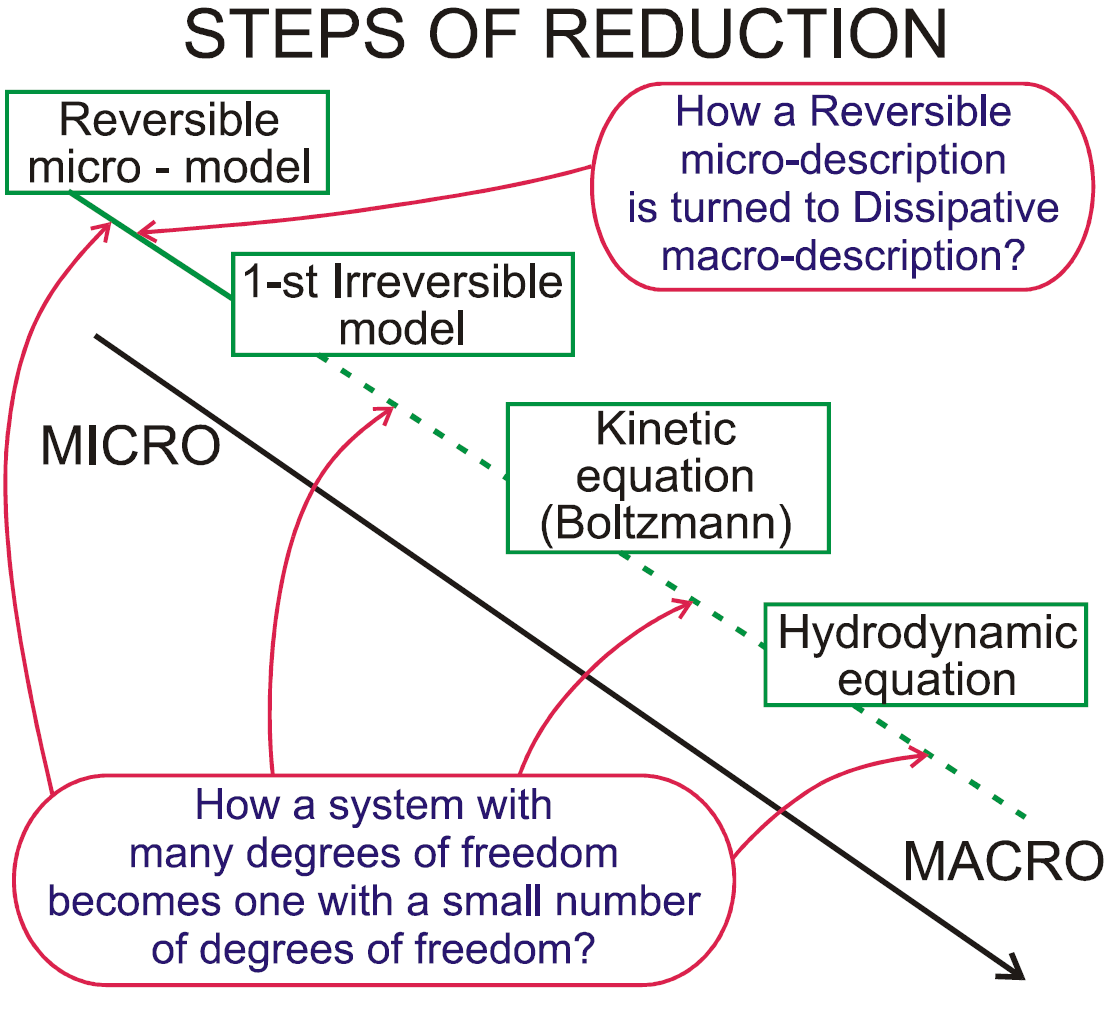
波尔兹曼动力学方程在众多近似模型（从微观动力学到宏观连续介质动力学）中所处的位置。

玻尔兹曼方程或玻尔兹曼输运方程（Boltzmann transport equation，BTE）是由玻尔兹曼于1872年提出的一个方程，用于描述非平衡状态热力学系统的统计行为。具有溫度梯度的流体即为这类系统的一个经典的例子：构成流体的微粒在系统中通过随机而具有偏向性的运动让热量从较热的区域流向较冷的区域，而这一过程可用玻尔兹曼方程来描述。在现今的论文中，“玻尔兹曼方程”这个术语常被用于更一般的意义上，它可以是任何涉及描述热力学系统中宏观量（如能量，电荷或粒子数）的变化的动力学方程。
波尔兹曼方程并不去确定流体中每个粒子的位置和动量，而是求出具有特定位置和动量的粒子的概率分布。具体而言，考虑某一瞬间，以位置矢量 {\displaystyle \mathbf {r} } 末端为中心的无穷小区域内，动量无限接近动量矢量 {\displaystyle \mathbf {p} }（即这些粒子在动量空间中也处于无穷小区域 {\displaystyle d^{3}\mathbf {p} }内）的粒子的概率分布。
波尔兹曼方程可用于确定物理量是如何变化的，例如流体在输运过程中的热能和动量；还可由此推导出其他的流体特征性质，例如黏度，熱導率，以及电阻率（将材料中的载流子视为气体），详见对流扩散方程式。
波尔兹曼方程是一个非線性的积微分方程。方程中的未知函数是一个包含了粒子空间位置和动量的六维概率密度函数。方程解的存在性和唯一性问题仍然没有完全解决，但就最近发表的一些工作而言，对于解决这一问题还是有一定希望的。

## 概述

### 相空间与密度函数
系统中所有可能的位置 {\displaystyle \mathbf {r} } 和动量 {\displaystyle \mathbf {p} } 组成的集合被称作此系统的相空间，其中位置坐标记为 {\displaystyle x,y,z}，动量坐标记为 {\displaystyle p_{x},p_{y},p_{z}}。整个空间是六维的：空间中某一点的坐标可表示为 {\displaystyle (\mathbf {r} ,\mathbf {p} )=(x,y,z,p_{x},p_{y},p_{z})}，每个坐标均通过时间 {\displaystyle t} 参数化。微元（或微分体积元）可写作：
{\displaystyle d^{3}\mathbf {r} \,d^{3}\mathbf {p} =dx\,dy\,dz\,dp_{x}\,dp_{y}\,dp_{z}\ }
波尔兹曼方程的核心是“{\displaystyle f}”函数，它表示的是在一段极短的时间内，每一相空间单位体积中的{\displaystyle N}个分子在微元 {\displaystyle d^{3}\mathbf {r} \,d^{3}\mathbf {p} } 中，位置都为 {\displaystyle \mathbf {r} } 且动量都为 {\displaystyle \mathbf {p} } 的概率。通过定义，我们可使概率密度函数 {\displaystyle f(\mathbf {r} ,\mathbf {p} ,t)} 满足以下条件：
{\displaystyle dN=f(\mathbf {r} ,\mathbf {p} ,t)\,d^{3}\mathbf {r} \,d^{3}\mathbf {p} }
{\displaystyle dN} 被定义为在时间 {\displaystyle t}，位于 {\displaystyle (\mathbf {r} ,\mathbf {p} )} 的空间元 {\displaystyle d^{3}\mathbf {r} \,d^{3}\mathbf {p} } 中的粒子总数:61-62。对坐标空间与动量空间的一个区域积分即可得该区域内所有具有对应位置和动量的粒子的总数：
{\displaystyle N=\int \limits _{\mathrm {positions} }d^{3}\mathbf {r} \int \limits _{\mathrm {momenta} }d^{3}\mathbf {p} \,f(\mathbf {r} ,\mathbf {p} ,t)=\iiint \limits _{\mathrm {positions} }\quad \iiint \limits _{\mathrm {momenta} }f(x,y,z,p_{x},p_{y},p_{z},t)\,dx\,dy\,dz\,dp_{x}\,dp_{y}\,dp_{z}}
虽然{\displaystyle f}是和一群粒子相关的，但此相空间是对于单一粒子的（而不是像多体系统中考虑全部粒子）。这里不使用 r1, p1 表示粒子1，r2, p2 表示粒子2，……，rN, pN 表示粒子N。
系统中的粒子被假定是相同的（因此他们均有相同的质量{\displaystyle m}）。对于具有超过一种化学组分的混合物，每一种成分都需要有一个分布函数，见下文。

### 一般形式
方程的一般形式可以写作：
{\displaystyle {\frac {df}{dt}}=\left({\frac {\partial f}{\partial t}}\right)_{\mathrm {force} }+\left({\frac {\partial f}{\partial t}}\right)_{\mathrm {diff} }+\left({\frac {\partial f}{\partial t}}\right)_{\mathrm {coll} }}
这里“force”一词指的是外部对粒子施加的力（而不是粒子间的作用），“diff”表示粒子的扩散，“coll”表示粒子的碰撞，指的是碰撞中粒子间相互的作用力。上述三项的具体形式将会在下文给出。
注意，一些作者会使用粒子的速度 {\displaystyle \mathbf {v} }，来代替上文的 {\displaystyle \mathbf {p} }；这两个物理量可以通过定义{\displaystyle \mathbf {p} =m\mathbf {v} }来联系。

## “force”项和“diff”项
考虑一群以{\displaystyle f}分布的粒子。每个粒子均受到外力{\displaystyle \mathbf {F} }的作用（不包括粒子间作用力。粒子间的作用见后面对“coll”项的处理)。
假设在时间 {\displaystyle t}，一定数量的粒子都有位置 {\displaystyle \mathbf {r} }（于微元 {\displaystyle d^{3}\mathbf {r} } 内），和动量 {\displaystyle \mathbf {p} }（于微元 {\displaystyle d^{3}\mathbf {p} } 内）。如果此时有一个力{\displaystyle \mathbf {F} }在这一瞬作用在每个颗粒上，那么在时间 {\displaystyle t+\Delta \,t}，它们的位置将会是{\displaystyle \mathbf {r} +\Delta \,\mathbf {r} =\mathbf {r} +\mathbf {p} \Delta \,t/m}，动量将变成 {\displaystyle \mathbf {p} +\Delta \,\mathbf {p} =\mathbf {p} +\mathbf {F} \Delta \,t}。在没有碰撞的情况下，{\displaystyle f}必须满足
{\displaystyle f\left(\mathbf {r} +{\frac {\mathbf {p} }{m}}\Delta t,\mathbf {p} +\mathbf {F} \Delta t,t+\Delta t\right)\,d^{3}\mathbf {r} \,d^{3}\mathbf {p} =f(\mathbf {r} ,\mathbf {p} ,t)\,d^{3}\mathbf {r} \,d^{3}\mathbf {p} }

这里，注意到相空间元 {\displaystyle d^{3}\mathbf {r} \,d^{3}\mathbf {p} } 是恒定的这个事实可以从哈密顿方程（见刘维尔定理）得知。然而，由于存在碰撞，相空间元 {\displaystyle d^{3}\mathbf {r} \,d^{3}\mathbf {p} } 中的粒子密度是可变的，所以
| {\displaystyle {\begin{aligned}dN_{\mathrm {coll} }&=\left({\frac {\partial f}{\partial t}}\right)_{\mathrm {coll} }\Delta td^{3}\mathbf {r} d^{3}\mathbf {p} \\&=f\left(\mathbf {r} +{\frac {\mathbf {p} }{m}}\Delta t,\mathbf {p} +\mathbf {F} \Delta t,t+\Delta t\right)d^{3}\mathbf {r} d^{3}\mathbf {p} -f(\mathbf {r} ,\mathbf {p} ,t)d^{3}\mathbf {r} d^{3}\mathbf {p} \\&=\Delta fd^{3}\mathbf {r} d^{3}\mathbf {p} \end{aligned}}} |  | 1 |

其中 {\displaystyle \Delta f} 指的是{\displaystyle f}的总变化量。（1）式除以 {\displaystyle d^{3}\mathbf {r} \,d^{3}\mathbf {p} \,\Delta t} 并取极限 {\displaystyle \Delta t\,\rightarrow 0} 和 {\displaystyle \Delta f\,\rightarrow 0} 可得
| {\displaystyle {\frac {df}{dt}}=\left({\frac {\partial f}{\partial t}}\right)_{\mathrm {coll} }} |  | 2 |

{\displaystyle f}的全微分：
| {\displaystyle {\begin{aligned}df&={\frac {\partial f}{\partial t}}dt+\left({\frac {\partial f}{\partial x}}dx+{\frac {\partial f}{\partial y}}dy+{\frac {\partial f}{\partial z}}dz\right)+\left({\frac {\partial f}{\partial p_{x}}}dp_{x}+{\frac {\partial f}{\partial p_{y}}}dp_{y}+{\frac {\partial f}{\partial p_{z}}}dp_{z}\right)\\&={\frac {\partial f}{\partial t}}dt+\nabla f\cdot d\mathbf {r} +{\frac {\partial f}{\partial \mathbf {p} }}\cdot d\mathbf {p} \\&={\frac {\partial f}{\partial t}}dt+\nabla f\cdot {\frac {\mathbf {p} dt}{m}}+{\frac {\partial f}{\partial \mathbf {p} }}\cdot \mathbf {F} dt\end{aligned}}} |  | 3 |

其中 ∇ 为梯度算符，· 为点积，
{\displaystyle {\frac {\partial f}{\partial \mathbf {p} }}=\mathbf {\hat {e}} _{x}{\frac {\partial f}{\partial p_{x}}}+\mathbf {\hat {e}} _{y}{\frac {\partial f}{\partial p_{y}}}+\mathbf {\hat {e}} _{z}{\frac {\partial f}{\partial p_{z}}}=\nabla _{\mathbf {p} }f}
是∇的动量类比的一个简写，êx, êy, êz 为笛卡尔坐标系下的单位矢量。

### 最终形式
对（3）两边同除以dt 并代入（2）可得：
{\displaystyle {\frac {\partial f}{\partial t}}+{\frac {\mathbf {p} }{m}}\cdot \nabla f+\mathbf {F} \cdot {\frac {\partial f}{\partial \mathbf {p} }}=\left({\frac {\partial f}{\partial t}}\right)_{\mathrm {coll} }}
这里，{\displaystyle F(\mathbf {r} ,t)} 为流体中作用在粒子上的力场，{\displaystyle m}为粒子质量。 右边的一项用于描述粒子间相互碰撞产生的影响；如果此项为零，则说明粒子之间没有碰撞。无碰撞情况下的玻尔兹曼方程常被称为弗拉索夫方程式。
这个方程比上一节“主要论述”中的一般形式更加有用。然而这个方程依旧是不完整的：除非已知{\displaystyle f}中的碰撞项，否则{\displaystyle f}是解不出来的。这一项并不像其他项一样可以简单地或一般地得到——这一项是表示粒子的碰撞的统计项，需要知道粒子遵守怎样的统计规律，例如麦克斯韦-玻尔兹曼分布，费米-狄拉克分布或玻色–爱因斯坦分布。

## 碰撞项（Stosszahlansatz）和分子混沌
玻尔兹曼的一个关键见解就是对碰撞项的确定。他假设的碰撞项完全是由假定在碰撞前不相关的两个粒子的相互碰撞得到的。这个假设被波尔兹曼称为“Stosszahlansatz”，也叫做“分子混沌假设”。根据这一假设，碰撞项可以被写作单粒子分布函数的乘积在动量空间上的积分：
{\displaystyle \left({\frac {\partial f}{\partial t}}\right)_{\mathrm {coll} }=\iint gI(g,\Omega )[f(\mathbf {p'} _{A},t)f(\mathbf {p'} _{B},t)-f(\mathbf {p} _{A},t)f(\mathbf {p} _{B},t)]\,d\Omega \,d^{3}\mathbf {p} _{A}\,d^{3}\mathbf {p} _{B}.}
其中 {\displaystyle \mathbf {p} _{A}} 和 {\displaystyle \mathbf {p} _{B}} 表示碰撞前任意两个粒子的动量（为了方便而标记为{\displaystyle A}和{\displaystyle B}）， {\displaystyle \mathbf {p} '_{A}} 和 {\displaystyle \mathbf {p} '_{B}} 表示碰撞后的动量
{\displaystyle g=|\mathbf {p} _{B}-\mathbf {p} _{A}|=|\mathbf {p'} _{B}-\mathbf {p'} _{A}|}
指对应动量的大小（此概念参考相对速度），{\displaystyle I(g,\Omega )} 是碰撞的微分散射截面。

## 对碰撞项的简化
求解波尔兹曼方程时，许多挑战都来自于其复杂的碰撞项；因此我们会做一些对碰撞项“建模”和简化的尝试。现知最好的模型是由Bhatnagar，Gross和Krook作出的（BGK近似）。BGK近似中假设分子的碰撞会迫使一个物理空间中的某一点的非平衡分布函数回到麦克斯韦平衡分布函数，且其发生率正比于分子碰撞频率。于是，波尔兹曼方程可被写作以下的BGK形式：(也叫做“驰豫时间近似”，relaxation time approximation)
{\displaystyle {\frac {\partial f}{\partial t}}+{\frac {\mathbf {p} }{m}}\cdot \nabla f+\mathbf {F} \cdot {\frac {\partial f}{\partial \mathbf {p} }}=\nu (f_{0}-f)}
其中 {\displaystyle \nu } 是分子碰撞频率，和驰豫时间 {\displaystyle \tau } 具有倒数关系：{\displaystyle \nu =1/\tau }。{\displaystyle f_{0}}是此处局域的麦克斯韦分布函数，由空间中这一点的气体温度给定。

## 普适方程（对于混合物）
对于具有多种化学组分的混合物，我们以 i =1，2，3，……，n 标记各种成分。则对于组分i的方程是：
{\displaystyle {\frac {\partial f_{i}}{\partial t}}+{\frac {\mathbf {p} _{i}}{m_{i}}}\cdot \nabla f_{i}+\mathbf {F} \cdot {\frac {\partial f_{i}}{\partial \mathbf {p} _{i}}}=\left({\frac {\partial f_{i}}{\partial t}}\right)_{\mathrm {coll} }}
其中 {\displaystyle f_{i}=f_{i}(\mathbf {r} ,\mathbf {p_{i}} ,t)}。碰撞项为
{\displaystyle \left({\frac {\partial f_{i}}{\partial t}}\right)_{\mathrm {coll} }=\sum _{j=1}^{n}\iint g_{ij}I_{ij}(g_{ij},\Omega )[f'_{i}f'_{j}-f_{i}f_{j}]\,d\Omega \,d^{3}\mathbf {p'} .}
其中 {\displaystyle f'=f'(\mathbf {p_{i}'} ,t)}，相对动量的大小是
{\displaystyle g_{ij}=|\mathbf {p} _{i}-\mathbf {p} _{j}|=|\mathbf {p'} _{i}-\mathbf {p'} _{j}|}
Iij 是粒子i和粒子j之间的微分散射截面。此积分的和描述的是某一相空间元中，组分i粒子的进出。

## 应用和推广

### 守恒方程
玻尔兹曼方程可用于推导流体动力学中的质量守恒，电量守恒，动量守恒，以及能量守恒定律:p 163。对于只含有一种粒子的流体，粒子数密度 {\displaystyle n} 为：
{\displaystyle n=\int f\,d^{3}p}
算符 A 的期望值由下式给出：
{\displaystyle \langle A\rangle ={\frac {1}{n}}\int Af\,d^{3}p}
由于守恒方程中包含张量，以下使用爱因斯坦求和约定简化标记，即 {\displaystyle \mathbf {x} \rightarrow x_{i}} 且 {\displaystyle \mathbf {p} \rightarrow p_{i}=mw_{i}}，其中 {\displaystyle w_{i}} 为粒子速度矢量。定义某函数 {\displaystyle g(p_{i})}，使得其唯一的自变量为动量 {\displaystyle p_{i}}（碰撞中动量守恒）。假设力 {\displaystyle F_{i}} 为位置的函数，且对于 {\displaystyle p_{i}\rightarrow \pm \infty }，{\displaystyle f} 为0。对玻尔兹曼方程两边同乘 {\displaystyle g} ，并对动量积分可得如下四项：
{\displaystyle \int g{\frac {\partial f}{\partial t}}\,d^{3}p={\frac {\partial }{\partial t}}(n\langle g\rangle )}
{\displaystyle \int {\frac {p_{j}g}{m}}{\frac {\partial f}{\partial x_{j}}}\,d^{3}p={\frac {1}{m}}{\frac {\partial }{\partial x_{j}}}(n\langle gp_{j}\rangle )}
{\displaystyle \int gF_{j}{\frac {\partial f}{\partial p_{j}}}\,d^{3}p=-nF_{j}\left\langle {\frac {\partial g}{\partial p_{j}}}\right\rangle }
{\displaystyle \int g\left({\frac {\partial f}{\partial t}}\right)_{\mathrm {coll} }\,d^{3}p=0}
因为 {\displaystyle g} 在碰撞中守恒，所以最后一项为零。

令 {\displaystyle g=m}，即粒子质量，积分后的玻尔兹曼方程化为质量守恒方程:pp 12,168：
{\displaystyle {\frac {\partial }{\partial t}}\rho +{\frac {\partial }{\partial x_{j}}}(\rho V_{j})=0}
{\displaystyle \rho =mn} 为质量密度，{\displaystyle V_{i}=\langle w_{i}\rangle } 为平均流体速度。
令 {\displaystyle g=mw_{i}}，即粒子动量，积分后的玻尔兹曼方程化为动量守恒方程:pp 15,169：
{\displaystyle {\frac {\partial }{\partial t}}(\rho V_{i})+{\frac {\partial }{\partial x_{j}}}(\rho V_{i}V_{j}+P_{ij})-nF_{i}=0}
{\displaystyle P_{ij}=\rho \langle (w_{i}-V_{i})(w_{j}-V_{j})\rangle } 为压强张量（粘性应力张量加上流体静力学压强）。
令 {\displaystyle g={\tfrac {1}{2}}mw_{i}w_{i}}，即粒子动能，积分后的玻尔兹曼方程化为能量守恒方程:pp 19,169：
{\displaystyle {\frac {\partial }{\partial t}}(u+{\tfrac {1}{2}}\rho V_{i}V_{i})+{\frac {\partial }{\partial x_{j}}}(uV_{j}+{\tfrac {1}{2}}\rho V_{i}V_{i}V_{j}+J_{qj}+P_{ij}V_{i})-nF_{i}V_{i}=0}
{\displaystyle u={\tfrac {1}{2}}\rho \langle (w_{i}-V_{i})(w_{i}-V_{i})\rangle } 为动力热能密度（kinetic thermal energy density），{\displaystyle J_{qi}={\tfrac {1}{2}}\rho \langle (w_{i}-V_{i})(w_{k}-V_{k})(w_{k}-V_{k})\rangle } 热通量矢量。

### 哈密顿力学
在哈密顿力学中, 玻尔兹曼方程通常写作
{\displaystyle {\hat {\mathbf {L} }}[f]=\mathbf {C} [f],\,}
其中 L 是刘维尔算子(这里定义的刘维尔算子和链接文章中的定义不一致)，它描述了相空间体积的演化；C 是碰撞算子。非相对论下的L 写作
{\displaystyle {\hat {\mathbf {L} }}_{\mathrm {NR} }={\frac {\partial }{\partial t}}+{\frac {\mathbf {p} }{m}}\cdot \nabla +\mathbf {F} \cdot {\frac {\partial }{\partial \mathbf {p} }}\,.}

## 波尔兹曼方程的解
直到2010年，波尔兹曼方程的准确解才在数学上被证明是良好（well-behaved）的。这意味着，如果对服从波尔兹曼方程的系统施加一个微扰，此系统最终将回到平衡状态，而不是发散到无穷，或表现出其他的行为。然而，这种存在性证明是无助于我们在现实问题中求解该等式的。 事实上，这个结论只告诉我们某种特定条件下的解是否存在，而不是如何找到他们。在实践中，数值计算方法被用于寻找各种形式的波尔兹曼方程的近似解，应用范围从稀薄气流中的高超音速空气动力学，到等离子体的流动中都可以见到。